# Greg Baldwin
Greg Baldwin, född 13 september 1960 i Grants, New Mexico, är en amerikansk skådespelare. Baldwin har bland annat medverkat i Avatar: The Last Airbender som Prins Zukos farbror Iroh i säsong 3 och i Samurai Jack som huvudskurken Aku i säsong 5.